# Miki Berkovich
Pour les articles homonymes, voir Berkovich.
Miki Berkovich, né le 17 février 1954 à Kfar Saba en Israël, est un joueur israélien de basket-ball.

## Carrière
En 1965, il rejoint l'équipe junior du Maccabi Tel-Aviv et en 1971, l'équipe adulte. Il remporte, avec le Maccabi, 19 titres de championnat national et 17 coupes nationales.
En 1975, il joue avec les Rebels d'UNLV durant une année puis retourne jouer en Israël.
En 1977, il aide le Maccabi à remporter sa première Coupe des clubs champions, en battant Mobilgirgi Varese 78 à 77 en finale, et à nouveau en 1981. Lors de cette victoire, de nouveau face à un club italien, Sinudyne Bologne, il réussit le tir qui offre la victoire à son équipe sur le score de 80 à 79.
En 1988, il rejoint le Maccabi Rishon-LeZion puis Hapoël Jérusalem et Hapoël Tel-Aviv.
Il a également évolué avec l'équipe d'Israël. Son meilleur résultat avec celle-ci est une médaille d'argent obtenue derrière l'URSS lors de l'édition 1979 du Championnat d'Europe.
Il se retire de la compétition professionnelle en 1995. Il devient par la suite propriétaire de l'équipe de basket-ball de Ramat HaSharon.

## Club
- 1971-1975 :  Maccabi Tel-Aviv
- 1975-1976 :  Rebels d'UNLV (NCAA)
- 1976-1988 :  Maccabi Tel-Aviv
- 1988-1993 :  Maccabi Rishon LeZion
- 1993-1994 :  Hapoël Jérusalem
- 1994-1995 :  Hapoël Tel-Aviv

## Palmarès

### Club
- Coupe des clubs champions 1977 et 1981
- 19 titres de Champion d'Israël
- 17 Coupes d'Israël

### Sélection nationale
- Championnat d'Europe
  -  Médaille d'argent du Championnat d'Europe 1979 en Italie